# Lobelia lucayana
Lobelia lucayana là loài thực vật có hoa trong họ Hoa chuông. Loài này được Britton & Millsp. mô tả khoa học đầu tiên năm 1920.